# يان تومسون (لاعب كريكت)
يان تومسون (15 يناير 1963 بسيدني في أستراليا - ) (بالإنجليزية: Ian Thomson)‏ هو لاعب كريكت أسترالي.

## وصلات خارجية
- يان تومسون (لاعب كريكت) على موقع إي آس بي آن كريك إنفو (الإنجليزية)